# Spoorlijn Neuwied - Koblenz Mosel Güterbahnhof
De spoorlijn Neuwied - Koblenz Mosel Güterbahnhof is een Duitse spoorlijn in Rijnland-Palts en is als spoorlijn 3011 onder beheer van DB Netze.

## Geschiedenis
Het traject werd door de Preußische Staatseisenbahnen geopend op 15 augustus 1918. Na het opblazen van de Kronprinz-Wilhelm-spoorbrug op 9 maart 1945 duurde het tot 1954 voor de nieuwe Urmitzer spoorbrug werd geopend en het treinverkeer kon worden hervat.

## Treindiensten
De Deutsche Bahn en VIAS verzorgen het personenvervoer op dit traject met RB treinen.
| Serie | Treinsoort                      | Route | Bijzonderheden  |
| ----- | ------------------------------- | --- | --------------- |
| RB 10 | Regionalbahn (VIAS)             | Neuwied – Koblenz Hbf – Niederlahnstein – Kamp-Bornhofen – Kaub – Lorch (Rhein) – Aßmannshausen – Rüdesheim (Rhein) – Geisenheim – Oestrich-Winkel – Hattenheim – Eltville – Niederwalluf – Wiesbaden-Schierstein – Wiesbaden-Biebrich – Wiesbaden Hbf – Frankfurt (Main) Höchst – Frankfurt (Main) Hbf |                 |
| RB 27 | Regionalbahn (DB Regio Südwest) | Mönchengladbach Hbf – Rheydt Hbf – Rommerskirchen – Köln Hbf – Troisdorf – Bonn-Oberkassel – Bad Honnef (Rhein) – Erpel (Rhein) – Koblenz Hbf | Rhein-Erft-Bahn |

## Aansluitingen

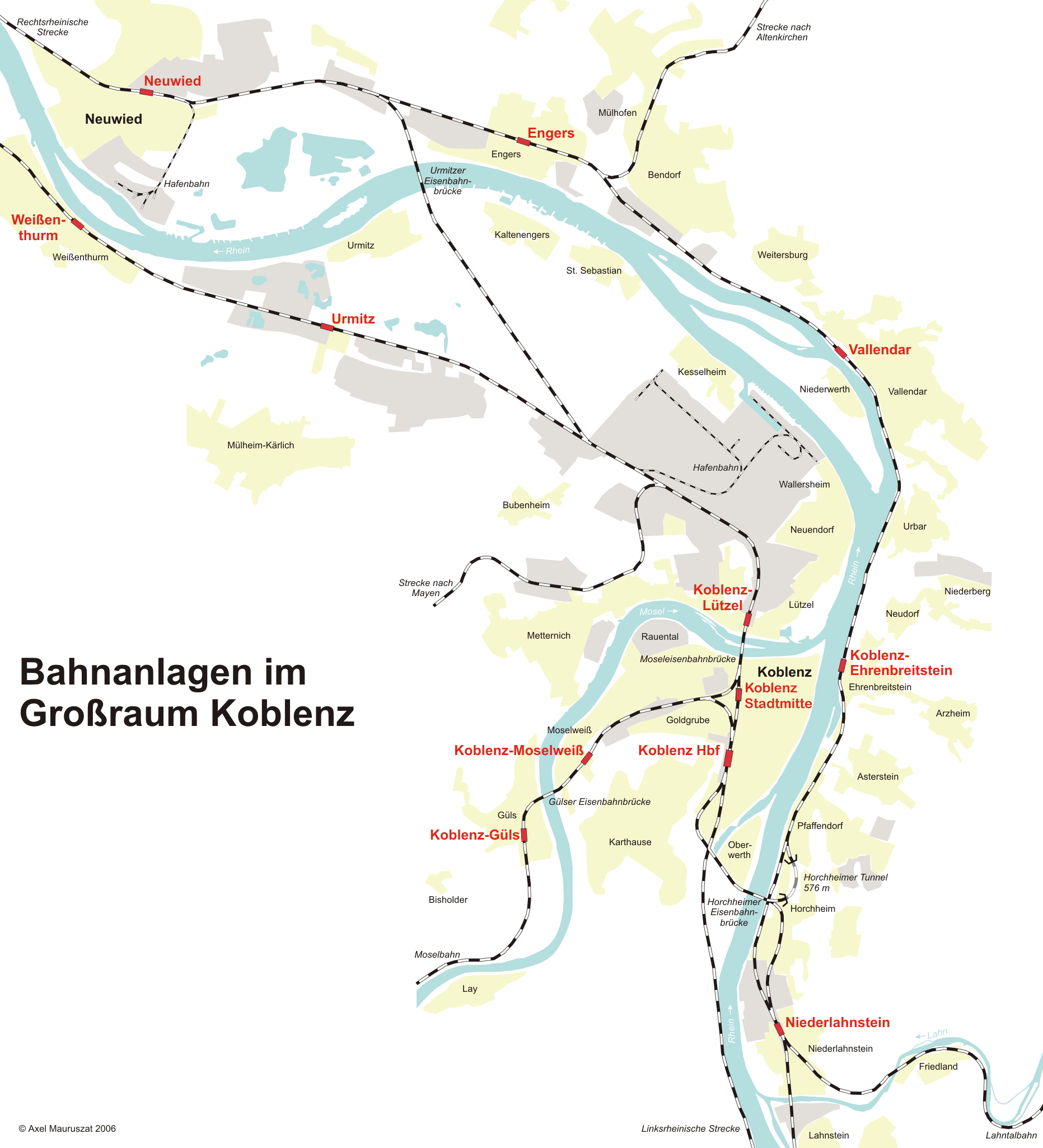

In de volgende plaatsen is of was er een aansluiting op de volgende spoorlijnen:
Neuwied
DB 2324, spoorlijn tussen Neuwied en Koblenz Mosel Gbf
lijn tussen Neuwied en Augustenthal
aansluiting Neuwied Rheinbrücke
DB 3017, spoorlijn tussen Engers en de  aansluiting Neuwied Rheinbrücke
aansluiting Kesselheim
DB 3014, spoorlijn tussen de aansluiting Kesselheim - Koblenz-Lützel
Koblenz-Lützel
DB 2630, spoorlijn tussen Keulen en Bingen
DB 3014, spoorlijn tussen de aansluiting Kesselheim - Koblenz-Lützel
DB 3015, spoorlijn tussen Koblenz-Lützel en Mayen Ost
Koblenz Moselbrücke W325
DB 3012, spoorlijn tussen Koblenz Moselbrücke W325 en Koblenz Hauptbahnhof W42
Koblenz Mosel Güterbahnhof
DB 3010, spoorlijn tussen Koblenz en Perl
DB 3013, spoorlijn tussen Koblenz Hauptbahnhof W25 en Koblenz Mosel Güterbahnhof

## Elektrificatie
Het traject werd in 1962 geëlektrificeerd met een wisselspanning van 15.000 volt 16⅔ Hz.